# زبان ازبکی جنوبی
زبان ازبکی جنوبی که به نام ازبکی افغانستان هم شناخته می‌شود، نوعی از زبان ازبکی است که از شاخهٔ زبان‌های ترکی‌تبار است و تا به ۴ میلیون گویشور بومی در شمال افغانستان است. اقلیتی از گویشوران این نوع ازبکی در ترکیه نیز پیدا می‌شود.
هر چند که شکل گفتاری این زبان به نوع شمالی ازبکی قابل فهم است، اما بعضی تفاوت‌ها در گرامر و تلفظ بعضی حروف دارد و واژه‌های بیشتری از فارسی افغانستان به وام گرفته‌است. فرق بزرگ‌تر آن در استفادهٔ سامانهٔ خط می‌باشد، زیرا ازبکی جنوبی به جای خط لاتینی که در ازبکستان استفاده می‌شوند، خط فارسی-عربی را بکار می‌برد که سامانهٔ تاریخی زبان جغتایی (ازبکی باستانی) است.

## الفبای عربی ازبکی
مردم ازبک در افغانستان، و همین‌طور پناهندگان افغانی ازبک ساکن ایران و پاکستان، و همین‌طور اقلیت ازبک در منطقه‌ٔ سین‌کیانگ چین، زبان ازبکی را با خط عربی می‌نویسند. ازبکهای ساکن سین‌کیانگ، برای این کار از الفبای اویغوری استفاده می‌کنند، که قواعد خویش را دارد. الفبای عربی ازبکی افغانستان دارای قواعد نوشتاری خویش می‌باشد، قواعدی که در دهه‌های ۱۳۸۰ و ۱۳۹۰، در فرهنگ لغات و کتب مختلف چاپ شده توسط فرهنگیان و دانشگاهیان ازبک‌زبان، استانداردسازی شده‌اندز الفبای عربی ازبکی افغانستان، در کل مثل الفبای فارسی می‌باشد، با این تفاوت که الفبای عربی ازبکی سه حرف بیشتر دارد. این دو شامل «اۉ / ۉ» و «اې / ې» می باشد و برای نشان دادن واکه‌هایی که معادل آنها در الفبای لاتین ازبکی «Oʻ oʻ » و «E e» است می باشند. 
حرف جدید سوم، حرف ترکیبی «نگ»، یا به عبارتی «نون غنه» می‌باشد. مثال آن در فارسی، در کلمه‌ی مثل «نان سنگک» می‌باشد. با کمی دقت، می‌توان شنید که حرف «گ» در کلمهٔ سنگک به شکلی ضغیف شده تلفظ می‌شود، و به عبارتی دیگر، در حرف «نون» ادغام می‌شود. این صدا، سابقا در ترکی آذربایجانی و استانبولی نیز بوده‌است، اما امروزه، این صدا به «ن» مبدل شده‌ است. نمونه‌ی‌ آن، واژهٔ «ینگه‌دنیا»، که امروزه چه در ترکی آذربایجانی و چه استانبولی، «یئنی دونیا» تلفظ می‌شود. 

### واکه‌ها
زبان ازبکی دارای ۶ واکه (حرف صدادار) می‌باشد. برخلاف سایر زبان‌های ترکی، قانون هماهنگی واکه‌ای در ازبکی وجود ندارد. سابقا لهجه‌های ازبکی در میان دهقانان و در مناطق روستایی دارای ۹ واکه و تابع سخت قانون هماهنگی واکه‌ای بود. در مقابل آن، لهجه‌های شهری، به دلیل این‌که شهرهای ماوراءالنهر و شمال افغانستان معمولا دوزبانه فارسی/تاجیکی و ترکی/ازبکی بودند، لهجه‌های شهری تحت تاثیر شدید گویش فارسی‌زبانان قرار گرفته و به مرور زمان،  قانون هماهنگی واکه‌ای در آن به حد زیادی تضعیف شده بود.
تا پیش از پروژه‌ٔ دولت-ملت سازی در اتحاد جماهیر شوروی و تشکیل ازبکستان شوروی، دانستن و پایبند بودن به قانون هماهنگی واکه‌ای در گفتار، نشان تسلط شخص بر زبان زبان ترکی و نشان ارجمندی بود. زبان فرهنگ و ادب ترکی در آن زمان، زبان جغتایی بود که در آن، مثل سایر زبانهای ترکی، قانون هماهنگی واکه‌ها رعایت می‌شد.
اما با تشکیل ازبکستان شوروی و تلاش برای استانداردسازی زبان ازبکی به جهت متحد کردن مردمان شهرها و روستاهای بخارا، خیوه و قوقند، تصمیم بر ساده‌سازی زبان و تطبیق آن با لهجه‌ٔ شهرها شد. در نتیجه، تعداد واکه‌ها از ۹ به ۶ کاهش یافت، و چه در نوشتار عربی، و چه در نوشتارهای جدید سیریلیک و لاتین، این امر بازتاب داده شد.
| آوانگاری  | عربی | عربی  | عربی  | عربی   | لاتین | سیریلیک   |
| آوانگاری  | تنها | آغازی | میانی | پایانی | لاتین | سیریلیک   |
| --------- | ---- | ----- | ----- | ------ | ----- | --------- |
| [æ] ~ [ɑ] | اَ‎    | اَ‎     | ـَ‎     | ه‎      | A a   | А а       |
| [ɒ] ~ [ɔ] | آ‎    | آ‎     | ـا‎    | ـا‎     | ‌ O o  | О о       |
| [i]       | ای‎   | ایـ‎   | ـیـ‎   | ـی‎     | I i   | И и       |
| [e]       | اې‎   | اېـ‎   | ـېـ ‎  | ـې‎     | E e   | Э э / Е е |
| [o]       | اۉ‎   | اۉ‎    | ـۉ‎    | ـۉ‎     | Oʻ oʻ | Ў ў       |
| [u]       | او‎   | او‎    | ـو‎    | ـو‎     | ‌ U u  | У у       |

### همخوان‌ها
هم‌خوان‌های ازبکی مشابه هم‌خوان‌های فارسی هستند. حروف «ث، ح، ذ، ژ، ص، ض، ط، ظ، ع»  در واژگان ازبکی استفاده نمی‌شوند و فقط مختص واژگان دخیل از عربی، فارسی، و زبانهای اروپایی هستند.
| حرف  | حرف        | حرف           | حرف    | معادل لاتین | آوانگاری |
| تنها | آغازی      | میانی         | ‌پایانی | معادل لاتین | آوانگاری |
| ---- | ---------- | ------------- | ------ | ----------- | -------- |
| ب‎    | بـ‎         | ـبـ‎           | ـب‎     | B b         | /b/      |
| پ‎    | پـ‎         | ـپـ‎           | ـپ‎     | P p         | /p/      |
| ت‎    | تـ‎         | ـتـ‎           | ـت‎     | T t         | /t/      |
| ث‎    | ثـ‎         | ـثـ‎           | ـث‎     | S s         | /s/      |
| ج‎    | جـ‎         | ـجـ‎           | ـج‎     | J j         | /dʒ/     |
| چ‎    | چـ‎         | ـچـ‎           | ـچ‎     | Ch ch       | /tʃ/     |
| ح‎    | حـ‎         | ـحـ‎           | ـح‎     | H h         | /h/      |
| خ‎    | خـ‎         | ـخـ‎           | ـخ‎     | X x         | /x/      |
| د‎    | د‎          | ـد‎            | ـد‎     | D d         | /d/      |
| ذ‎    | ذ‎          | ـذ‎            | ـذ‎     | Z z         | /z/      |
| ر‎    | ر‎          | ـر‎            | ـر‎     | R r         | /r/      |
| ز‎    | ز‎          | ـز‎            | ـز‎     | Z z         | /z/      |
| ژ‎    | ژ‎          | ـژ‎            | ـژ‎     | J j         | /ʒ/      |
| س‎    | سـ‎         | ـسـ‎           | ـس‎     | S s         | /s/      |
| ش‎    | شـ‎         | ـشـ‎           | ـش‎     | Sh Sh       | /ʃ/      |
| ص‎    | صـ‎         | ـصـ‎           | ـص‎     | S s         | /s/      |
| ض‎    | ضـ‎         | ـضـ‎           | ـض‎     | Z z         | /z/      |
| ط‎    | طـ‎         | ـطـ‎           | ـط‎     | T t         | /t/      |
| ظ‎    | ظـ‎         | ـظـ‎           | ـظ‎     | Z z         | /z/      |
| ع‎    | عـ‎         | ـعـ‎           | ـع‎     | ʻ           | /ʔ/      |
| غ‎    | غـ‎         | ـغـ‎           | ـغ‎     | Gʻ gʻ       | /ɣ~ʁ/    |
| ف‎    | فـ‎         | ـفـ‎           | ـف‎     | F f         | /f/      |
| ق‎    | قـ‎         | ـقـ‎           | ـق‎     | Q q         | /q/      |
| ک‎    | کـ‎         | ـکـ‎           | ـک‎     | K k         | /k/      |
| گ‎    | گـ‎         | ـگـ‎           | ـگ‎     | G g         | /g/      |
| م‎    | مـ‎         | ـمـ‎           | ـم‎     | M m         | /m/      |
| ن‎    | نـ‎         | ـنـ‎           | ـن‎     | N n         | /n/      |
| نگ‎   | -‎          | ـنگـ‎          | ـنگ‎    | -ng         | /ŋ/      |
| و‎    | و‎          | ـو‎            | ـو‎     | V v         | /v/      |
| ه‎    | هـ‎         | ـهـ‎           | ـه‎     | H h         | /h/      |
| ی‎    | یـ‎         | ـیـ‎           | ـی‎     | ‌ Y y        | /j/      |
| ء‎    | ئـ / أ / ؤ‎ | ـئـ / ـأ / ـؤ‎ | -‎      | ʻ           | /ʔ/      |

## نمونه متن
ماده ۱ اعلامیه جهانی حقوق بشر
| خط لاتین ازبکی | خط عربی ازبکی | خط سیریلیک ازبکی | ترجمه فارسی |
| Barcha odamlar erkin, qadr-qimmat va huquqlarda teng boʻlib tugʻiladilar. Ular aql va vijdon sohibidirlar va bir-birlari ila birodarlarcha muomala qilishlari zarur. | برچه آدملر اېرکین، قدر-قیمت و حقوقلرده تېنگ بۉلیب توغیلدیلر. اولر عقل و وجدان صاحبیدیرلر و بیر-بیرلری ایله برادرلرچه معامله قیلیشلری ضرور.‎ | Барча одамлар эркин, қадр-қиммат ва ҳуқуқларда тенг бўлиб туғиладилар. Улар ақл ва виждон соҳибидирлар ва бир-бирлари ила биродарларча муомала қилишлари зарур. | همه انسان‌ها آزاد به دنیا می‌آیند و از نظر حیثیت و حقوق برابر هستند. آنها دارای عقل و وجدان هستند و باید نسبت به یکدیگر با روحیه برادری رفتار کنند. |